# Smile from the Streets You Hold
Smile From The Street You Hold è il secondo album solista di John Frusciante, realizzato nel 1997.
Il disco è il seguito di Niandra LaDes and Usually Just a T-Shirt del 1994.
Il disco è il ritratto di una persona distrutta dal proprio dolore e dalla propria depressione, nella quale Frusciante tenta di venire a capo grazie al suo vero amore, cioè la musica.
Il disco è molto grezzo, non di facilissimo ascolto. Urli e deliri sono presenti in questo disco.
Questo disco può intendersi come il tentativo di Frusciante di liberarsi dalla droga, che riuscirà a sconfiggere due anni dopo, quando rientrando nel gruppo Red Hot Chili Peppers darà vita a Californication.

## Tracce

### Smile From The Streets You Hold
1. Enter A Uh - 8:06
2. The Other - 1:34
3. Life’s Bath - 1:17
4. A Fall Thru The Ground - 2:24
5. Poppy Man - 1:21
6. I May Again Know John - 8:47
7. I'm Always - 2:32
8. Nigger Song - 4:19
9. Femininity - 2:35
10. Breathe - 6:21
11. More - 2:07
12. For Air – 3:01
13. Height Down feat River Phoenix – 3:59
14. Well, I’ve Been – 3:06
15. Smile From The Streets You Hold – 5:09
16. I can’t See Until I See Your Eyes – 1:30
17. Estress – 2:17